# Jedward

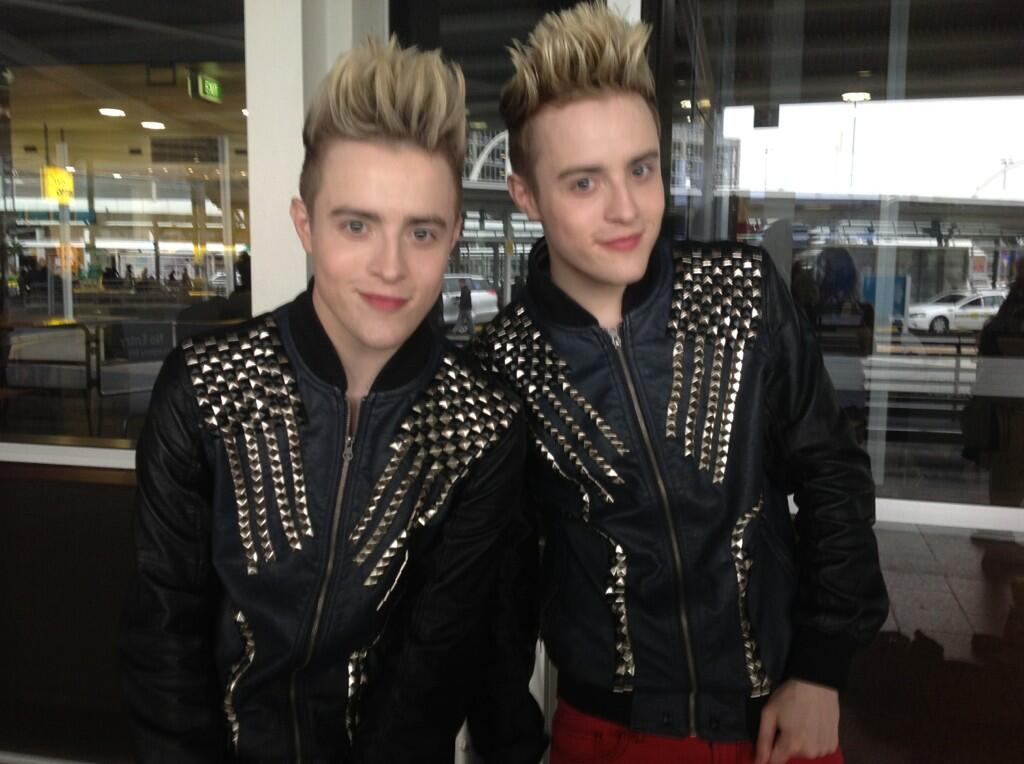
Jedward (2013)

Jedward ist ein irisches Musikduo, das aus den eineiigen Zwillingen John Paul Henry Daniel Richard Grimes und Edward Peter Anthony Kevin Patrick Grimes (* 16. Oktober 1991 in Dublin, Irland) besteht.

## Kindheit und Jugend
Die eineiigen Zwillinge John Paul Henry Daniel Richard Grimes und Edward Peter Anthony Kevin Patrick Grimes wurden in Dublin geboren. Ihre erste Schule war die Scoil Bhríde National School in Rathangan. Später besuchten sie die King’s Hospital School für vier Jahre und wechselten dann zum Dublin Institute of Education. Die Zwillinge nahmen an Schultalentshows teil und wurden von Justin Timberlake, Britney Spears und den Backstreet Boys inspiriert. Außerdem waren sie Mitglied diverser Sportvereine und nahmen an einigen irischen Sportturnieren teil. Zusätzlich arbeiteten sie kurzzeitig als Computerspieltester für Xbox 360. Sie unterstützen die Fußballvereine Newcastle United und Celtic.

## Karriere

### 2009: Beginn bei X Factor

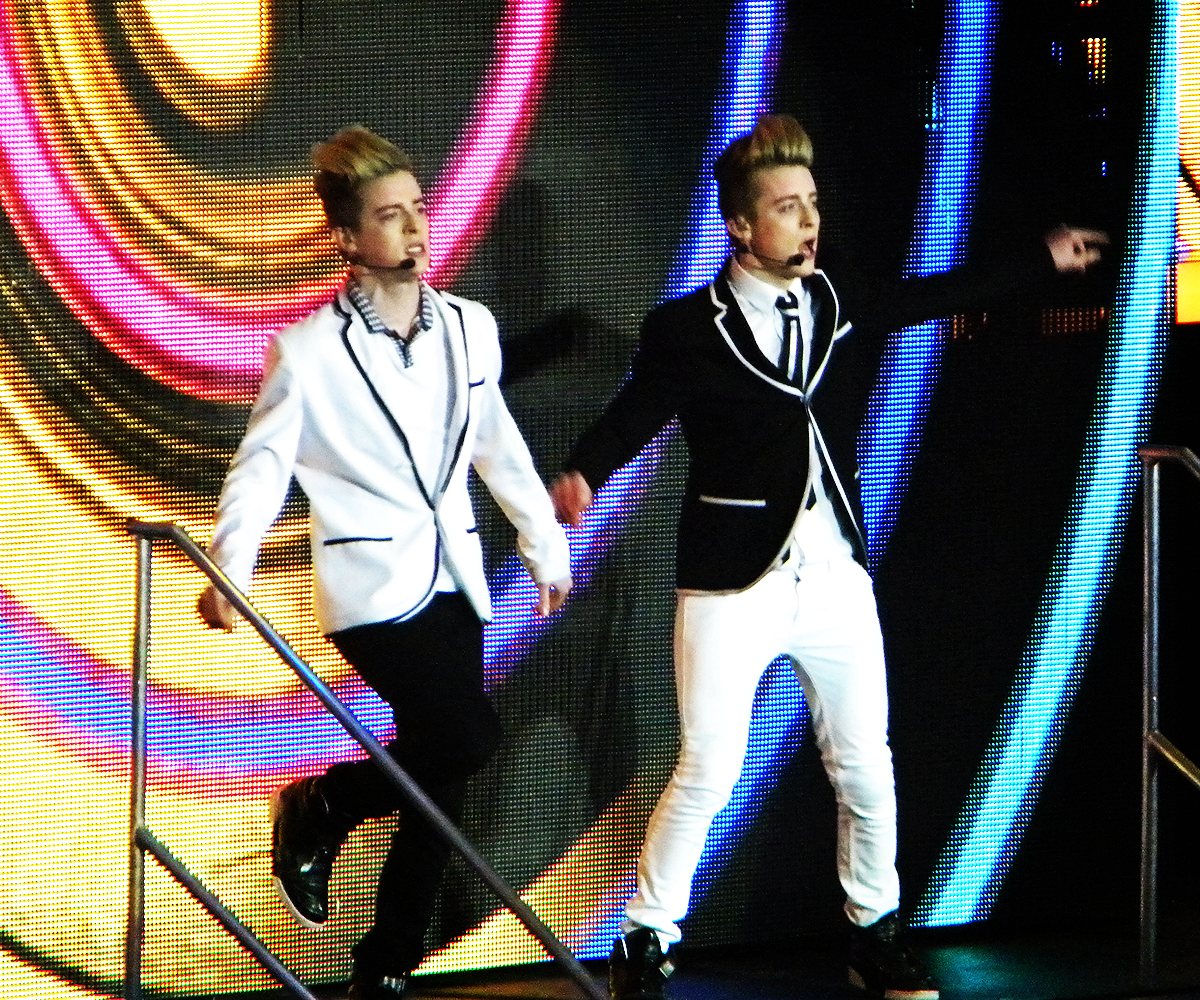
John & Edward (Live X Factor 2010)

Bekannt wurden die Brüder Grimes durch ihre Teilnahme an der britischen Castingshow The X Factor im Jahr 2009, wo sie die Rolle der umstrittenen, schrillen Kandidaten spielten. Die beiden damals 17-jährigen Zwillinge fielen weniger durch ihre Gesangsqualitäten als durch ihre steilen Frisuren und bunten Ausstattungen auf. Zudem bescheinigte X-Factor-Juror Simon Cowell ihnen mangelndes Talent und bezeichnete es als „Desaster“, wenn sie gewinnen würden. Trotzdem verzichtete er darauf, Jedward frühzeitig herauszuwählen, und schloss sich beim Stechen gegen eine andere Sängerin dem Zuschauervoting an. Das Duo machte über Wochen Schlagzeilen, und sogar eine Meinungsäußerung des damaligen britischen Premierministers Gordon Brown wurde zu einer Meldung. Die beiden Iren schafften es bis unter die letzten Sechs, mussten dann aber zum zweiten Mal ins Stechen und schieden im Stechen gegen Olly Murs aus.

### 2010: Platz eins in Irland und Debütsingle
Im Januar 2010 wurden John und Edward Grimes von Sony Music unter Vertrag genommen. Ihre erste Single war eine Version von Ice Ice Baby von Vanilla Ice, einem Rapsong gemischt mit Teilen von Under Pressure von Queen & David Bowie. Der US-Rapper Vanilla Ice wirkte auch bei der Aufnahme mit und trat gemeinsam mit ihnen bei der Verleihung des britischen Fernsehpreises auf. Nach Veröffentlichung in der ersten Februarwoche 2010 stieg das Lied auf Platz eins in Irland und auf Platz zwei in Großbritannien ein. Nach einer Woche rutschte der Titel allerdings auf Platz zwölf der englischen Charts und Sony kündigte den Vertrag mit Jedward am 16. März 2010. Schon am darauf folgenden Tag unterschrieben die Zwillinge, deren Manager X-Factor Jurymitglied Louis Walsh (Westlife) ist, einen neuen Vertrag bei der Universal Music Group.
Ehrenamtliches Engagement entfalten die Zwillinge inzwischen als offizielle Botschafter des irischen Kinderhilfswerks ISPCC, „Irish Society for the prevention of Cruelty to Children“. In ihrer Schulzeit selber Opfer von Misshandlungen, werben sie, als Opfer einer Prügelattacke geschminkt, in einem Spot für mehr Aufmerksamkeit gegenüber Gewalt gegen Kinder.

### 2011: Teilnahme am Eurovision Song Contest und Lipstick

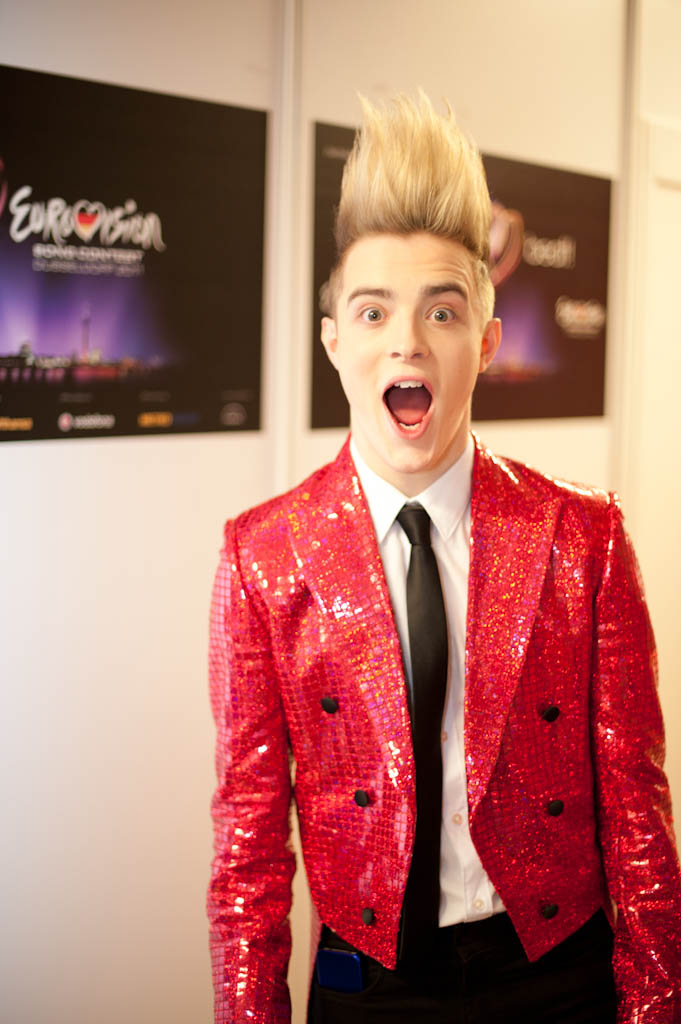
John beim Eurovision Song Contest 2011

Mit dem Titel Lipstick, der Singleauskopplung ihres Debütalbums, gewannen Jedward am 11. Februar 2011 im Rahmen der vom nationalen irischen Fernsehsender RTÉ ausgestrahlten Late Late Show den irischen Grand-Prix-Vorentscheid knapp vor der Sängerin Nikki Kavanagh. Am 12. Mai 2011 qualifizierte sich Jedward in Düsseldorf im zweiten Halbfinale des Eurovision Song Contest 2011 für die Finalrunde am 14. Mai, wo die Gruppe mit 119 Punkten den achten Platz belegte.
In Deutschland stieg Lipstick kurz nach dem Eurovision-Song-Contest-Finale auf Platz eins der iTunes-Charts und bundesweit auf Platz sechs ein. Eine Platzierung in den offiziellen deutschen Charts blieb jedoch aus, da ihr Label Universal den Song nicht für eine Chartwertung angemeldet hatte. Eine Woche nach dem Eurovision Song Contest wurde der Titel angemeldet und konnte als reiner Download-Titel auf Platz 12 in die deutschen Charts einsteigen. Am 3. Juni wurde der Song auch als CD-Single veröffentlicht. Zwei Wochen später wurde das offizielle Erscheinungsdatum eines weiteren Stückes bekanntgegeben: Bad Behaviour ist am 1. Juli erschienen.
In einem Interview mit einem deutschen Irland-Online-Magazin hatte der irische Grand-Prix-Rekordgewinner Johnny Logan den Dubliner Zwillingen nur geringe Chancen auf den Titel eingeräumt, weil sie nicht singen könnten.
Vom 18. August bis 8. September 2011 nahmen sie an der britischen Celebrity-Version von Big Brother teil. Sie verließen das Haus als Drittplatzierte.
Als der ehemalige US-amerikanische Präsident Barack Obama 2011 das College Green in Dublin City besuchte, durften Jedward in diesem Rahmen vor 60.000 Menschen performen.

### 2012: Erneute Teilnahme am ESC
Nach dem nationalen Vorentscheid 2012, den Jedward mit sehr großem Abstand gewonnen hatte, vertraten sie Irland erneut beim Eurovision Song Contest in Aserbaidschans Hauptstadt Baku. Mit dem Lied Waterline qualifizierten sie sich für das am 26. Mai ausgetragene Finale, in dem sie am Ende mit 46 Punkten Platz 19 belegten.

#### Drittes AlbumYoung Love
Das Lied Waterline wurde auch als erste Single aus dem Studioalbum Young Love veröffentlicht. Im Vorfeld der Europameisterschaft 2012 wurde das Lied Lipstick mit einem neuen Text unter dem Namen Put the Green Cape On herausgebracht.
Am 22. Juni 2012 wurde ihr drittes Album Young Love veröffentlicht. Es folgte die Victory Tour, die auch in Deutschland ein paar Auftritte beinhaltete. Singleauskopplungen wurden auch für die Lieder Young Love und Luminous veröffentlicht. Später wurden für die Videoplattform YouTube Musikvideos für einige Lieder des Albums aufgenommen. In Folge der Tour und des neuen Albums reisten Jedward auch nach Kanada, Singapur und Australien, wo sie in einigen Rundfunk-Sendungen auftraten. Ebenfalls im Jahr 2013 lief die zweite Staffel ihrer BBC-Sendung Jedward’s Big Adventure.

### Seit 2014

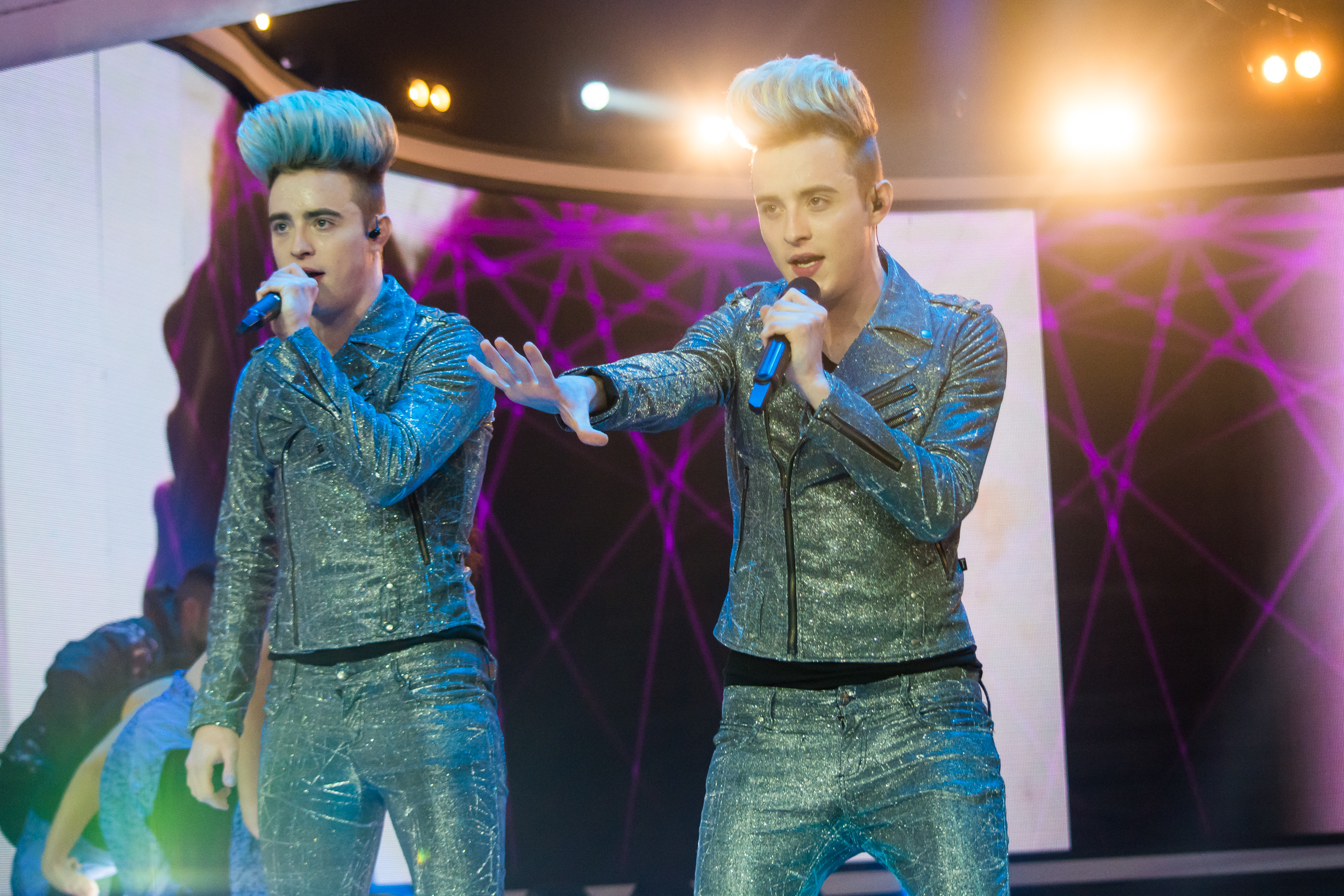
Jedward (2016)

Das Jahr 2014 begann mit der dritten Jedward’s Big Adventure Staffel. Ein wenig später im Jahr verkündete Jedward nach einem Interview, das sie seit dem Jahr 2013 an einem neuen Album arbeiten würden. Das Besondere an diesem Album ist laut Jedward, dass sie alle Titel selber geschrieben haben. Eigentlich war das Album für Ende 2014 angekündigt, doch es erschien keines. Nun wurden nach und nach lauter Singles veröffentlicht. Anfang 2015 wurde die Single Make Your Own Luck veröffentlicht. Mitte 2015 wurde die Single Oh Hell No veröffentlicht. Beide haben einen Cameoauftritt in den Filmen Sharknado 3, Sharknado 4 und Sharknado 5: Global Swarming.
Für die MTV-Dating-Sendung Single AF reisten unter anderem Jedward quer durch Europa. In der Sendung werden vorher durch das Internet ausgewählte Fans auf Dates mit den Stars eingeladen.
Ebenfalls nahm Jedward 2017 bei der 19. Ausgabe von Celebrity Big Brother teil.
2019 veröffentlichten sie ihr viertes Studioalbum Voice of a Rebel.

## Diskografie

### Studioalben
| Jahr | Titel            | Höchstplatzierung, Gesamtwochen, AuszeichnungChartplatzierungen (Jahr, Titel, Platzierungen, Wochen, Auszeichnungen, Anmerkungen) | Höchstplatzierung, Gesamtwochen, AuszeichnungChartplatzierungen (Jahr, Titel, Platzierungen, Wochen, Auszeichnungen, Anmerkungen) | Höchstplatzierung, Gesamtwochen, AuszeichnungChartplatzierungen (Jahr, Titel, Platzierungen, Wochen, Auszeichnungen, Anmerkungen) | Höchstplatzierung, Gesamtwochen, AuszeichnungChartplatzierungen (Jahr, Titel, Platzierungen, Wochen, Auszeichnungen, Anmerkungen) | Höchstplatzierung, Gesamtwochen, AuszeichnungChartplatzierungen (Jahr, Titel, Platzierungen, Wochen, Auszeichnungen, Anmerkungen) | Anmerkungen                          |
| Jahr | Titel            | DE | AT | CH | UK | IE | Anmerkungen                          |
| ---- | ---------------- | --- | --- | --- | --- | --- | ------------------------------------ |
| 2010 | Planet Jedward   | DE51 (3 Wo.)DE | AT53 (1 Wo.)AT | — | UK17 (5 Wo.)UK | IE1 ×2Doppelplatin · (76 Wo.)IE                                                                                                   | Erstveröffentlichung: 16. Juli 2010  |
| 2011 | Victory          | — | — | — | UK34 (2 Wo.)UK | IE1 ×2Doppelplatin · (54 Wo.)IE                                                                                                   | Erstveröffentlichung: 5. August 2011 |
| 2012 | Young Love       | DE50 (1 Wo.)DE | AT45 (1 Wo.)AT | — | UK63 (1 Wo.)UK | IE1 Gold · (31 Wo.)IE | Erstveröffentlichung: 22. Juni 2012  |
| 2012 | Voice of a Rebel | — | — | — | — | — | Erstveröffentlichung: 27. Juni 2019  |

### Kompilationen
- 2011: Planet Jedward (European Version)

### Singles
| Jahr | Titel Album                                  | Höchstplatzierung, Gesamtwochen, AuszeichnungChartplatzierungen (Jahr, Titel, Album, Platzierungen, Wochen, Auszeichnungen, Anmerkungen) | Höchstplatzierung, Gesamtwochen, AuszeichnungChartplatzierungen (Jahr, Titel, Album, Platzierungen, Wochen, Auszeichnungen, Anmerkungen) | Höchstplatzierung, Gesamtwochen, AuszeichnungChartplatzierungen (Jahr, Titel, Album, Platzierungen, Wochen, Auszeichnungen, Anmerkungen) | Höchstplatzierung, Gesamtwochen, AuszeichnungChartplatzierungen (Jahr, Titel, Album, Platzierungen, Wochen, Auszeichnungen, Anmerkungen) | Höchstplatzierung, Gesamtwochen, AuszeichnungChartplatzierungen (Jahr, Titel, Album, Platzierungen, Wochen, Auszeichnungen, Anmerkungen) | Anmerkungen                                                              |
| Jahr | Titel Album                                  | DE | AT | CH | UK | IE | Anmerkungen                                                              |
| ---- | -------------------------------------------- | --- | --- | --- | --- | --- | ------------------------------------------------------------------------ |
| 2009 | You Are Not Alone –                          | — | — | — | UK1 Gold · (7 Wo.)UK | IE1 (8 Wo.)IE | Erstveröffentlichung: 15. November 2009 als Teil der X Factor Finalisten |
| 2010 | Under Pressure (Ice Ice Baby) Planet Jedward | — | — | — | UK2 (10 Wo.)UK | IE1 (15 Wo.)IE | Erstveröffentlichung: 15. Februar 2010 feat. Vanilla Ice                 |
| 2010 | All the Small Things Planet Jedward          | — | — | — | — | IE21 (3 Wo.)IE | Erstveröffentlichung: 16. Juli 2010                                      |
| 2011 | Lipstick Victory                             | DE12 (11 Wo.)DE | AT3 (10 Wo.)AT | CH28 (3 Wo.)CH | UK40 (2 Wo.)UK | IE1 (31 Wo.)IE | Erstveröffentlichung: 12. Februar 2011                                   |
| 2011 | Bad Behaviour Victory                        | — | — | — | — | IE1 (9 Wo.)IE | Erstveröffentlichung: 1. Juli 2011                                       |
| 2012 | Waterline Young Love                         | DE62 (1 Wo.)DE | AT50 (3 Wo.)AT | — | — | IE5 (22 Wo.)IE | Erstveröffentlichung: 24. Februar 2012                                   |
| 2012 | Put the Green Cape On Young Love             | — | — | — | — | IE3 (10 Wo.)IE | Erstveröffentlichung: 4. Mai 2012                                        |
| 2012 | Young Love                                   | — | — | — | — | IE31 (3 Wo.)IE | Erstveröffentlichung: 15. Juni 2012                                      |
| 2012 | Luminous Young Love                          | — | — | — | — | IE59 (2 Wo.)IE | Erstveröffentlichung: 12. Oktober 2012                                   |
| 2014 | Free Spirit                                  | — | — | — | — | IE31 (1 Wo.)IE | Erstveröffentlichung: 17. Mai 2014                                       |
| 2014 | Ferocious Free Spirit                        | — | — | — | — | IE15 (2 Wo.)IE | Erstveröffentlichung: 24. Oktober 2014                                   |

Weitere Singles
- 2011: Wow oh Wow
- 2015: Make Your Own Luck
- 2015: Oh Hell No
- 2015: Leave a Mark
- 2016: Good Vibes
- 2016: The Hope Song
- 2016: Hologram
- 2017: Oxygen
- 2018: Perfect Wonderland
- 2018: Karma
- 2018: Golden Years
- 2019: Soul Crushing
- 2019: Bodies in Action
- 2020: Taste the Heat
- 2020: Extraordinary